# Comuna Zolote Pole, Kirovske
Zolote Pole (în ucraineană Золоте Поле) este o comună în raionul Kirovske, Republica Autonomă Crimeea, Ucraina, formată din satele Vidrodjennea și Zolote Pole (reședința).

## Demografie
Componența lingvistică a comunei Zolote Pole
     Rusă (68,97%)
     Tătară crimeeană (16,63%)
     Ucraineană (12,27%)
     Alte limbi (0,82%)
Conform recensământului din 2001, majoritatea populației comunei Zolote Pole era vorbitoare de rusă (68,97%), existând în minoritate și vorbitori de tătară crimeeană (16,63%) și ucraineană (12,27%).